# Jeżewo-Wesel
Jeżewo-Wesel – wieś sołecka w Polsce położona w województwie mazowieckim, w powiecie płońskim, w gminie Raciąż.
W latach 1975–1998 miejscowość administracyjnie należała do województwa ciechanowskiego. 1 stycznia 2003 kolonia Jeżewo została zlikwidowana jako osobna miejscowość i weszła w skład wsi Jeżewo-Wesel.